# Casa al carrer Raval Inferior, 14
La Casa al carrer Raval Inferior, 14 és una obra renaixentista de Palafrugell (Baix Empordà) inclosa a l'Inventari del Patrimoni Arquitectònic de Catalunya.

## Descripció
Aquests elements es conserven a la façana de la casa situada davant de l'Hospital de Palafrugell, al Raval Inferior. Es tracta d'un portal i d'una finestra. La porta té arc de mig punt i grans dovelles de pedra, a la central de les quals hi ha una orla amb l'anagrama IHS, i la data incisa del 1596 a la part inferior. La finestra, també de pedra, es troba centrada damunt la porta, és allindada i té als costats elements decoratius que són l'estilització de fusts clàssics estriats amb capitells dòrics. Són remarcables les testes alades situades sota l'ampit, a la base de les columnes.

## Història
La casa a la qual pertanyen aquests elements data del segle xvi, concretament de l'any 1596, segons consta a la porta d'accés. Encara que transformada, és interessant pel seu valor tipològic, ja que correspon al primer moment d'expansió de la vila medieval. Durant aquell període van formar-se els primers eixamples de Palafrugell, a la sortida dels portals de la muralla.